# Веселе (Біляївська селищна громада)
Весе́ле — село в Україні, у Лозівському районі Харківської області. Населення становить 386 осіб. Входить до складу Біляївської селищної громади.

## Географія
Село Веселе знаходиться біля витоків безіменної річечки, яка через 4,5 км впадає в річку Орілька (ліва притока), на відстані 1 км розташоване селище Біляївка. Поруч проходять автомобільна дорога Т 2107 і залізниця, станція Біляївка.

## Історія
- 1774 - дата заснування.
- 12 червня 2020 року, відповідно до Розпорядження Кабінету Міністрів України  № 725-р «Про визначення адміністративних центрів та затвердження територій територіальних громад Харківської області», увійшло до складу Біляївської селищної громади[1].
- 19 липня 2020 року, в результаті адміністративно - територіальної реформи та ліквідації Первомайського району, село увійшло до складу Лозівського району Харківської області[2].

## Сьогодення
Поблизу села 25 жовтня 2012 року компанія «Shell» розпочала буріння першої в Україні пошукової свердловини газу центрально-басейнового типу Біляївська-400. Проектна глибина буріння — 5250 метрів.
За словами голови Всеукраїнської екологічної ліги Тетяна Тимочко в селі вода з криниць стала чорною і не придатною до пиття